# Nix-Gut Records
La Nix-Gut Records è un'etichetta discografica con sede a Leutenbach. È una delle maggiori etichette punk rock tedesche, fondata nel 1994 da Fraggle e Andi del gruppo S.I.K..

## Gruppi sotto contratto
- 1. Mai '87
- Absturtz
- Atemnot
- AufBruch
- Betontod
- Die Blumentopferde
- Bluthusten
- Der Dicke Polizist
- Daily Terror
- Die Dödelsäcke
- ESA-Zecken
- Ex Nör Säx
- Freibeuter AG
- Kalte Krieger
- Kasa
- Klabusterbären
- Kondor
- Die Kolporteure
- Kreftich
- L.A.K.
- Ni Ju San
- S.I.K.
- Schizosturm
- Speichelbroiss
- Staatspunkrott
- Tanzende Kadaver
- tut das not
- USK
- Wärters Schlechte
- Zaunpfahl